# Canyó de Blanes
El canyó de Blanes és un canyó submarí que forma la vall submarina situada davant la costa de Blanes, a la província de Girona, Catalunya. Aquest canyó submarí és una característica geològica significativa del Mar Balear i juga un paper important en la biodiversitat marina de la regió.

## Geografia
El canyó s'estén des de la plataforma continental fins a profunditats que superen els 2000 metres. La seva formació es deu a processos erosius i tectònics que han modelat el fons marí al llarg de milions d'anys. La seva capçalera es troba a uns 5 km de la costa, és una vall al fons del mar d'uns 60 km de llargada i mig quilòmetre d'amplada, amb parets verticals que baixen fins a uns 2300 metres profunditat. La desembocadura del canyó es troba a prop de la desembocadura del riu Tordera, la qual cosa contribueix a la barreja d'aigües dolces i salades a la zona.

## Biodiversitat
El canyó de Blanes alberga una gran diversitat d'espècies marines. Entre els organismes bentònics que habiten al canyó es troben coralls, esponges i una varietat d'invertebrats. A més a més, és una zona de pas per a diverses espècies de peixos pelàgics i mamífers marins, incloent dofins. Recentment s'han descobert coralls densos d'aigua freda a les seves parets, que viuen a temperatures al voltant dels 13°C. És com un oasi de biodiversitat, per a molts crustacis i peixos, amb nombroses espècies de corall i altres associades, Conforma una àrea molt rica en biodiversitat, ja que les seves parets rocoses són l'aixopluc d'una immensa varietat d'organismes, alguns dels quals, com coralls, esponges i gorgònies, protegides i en perill d'extinció.

## Importància Ecològica

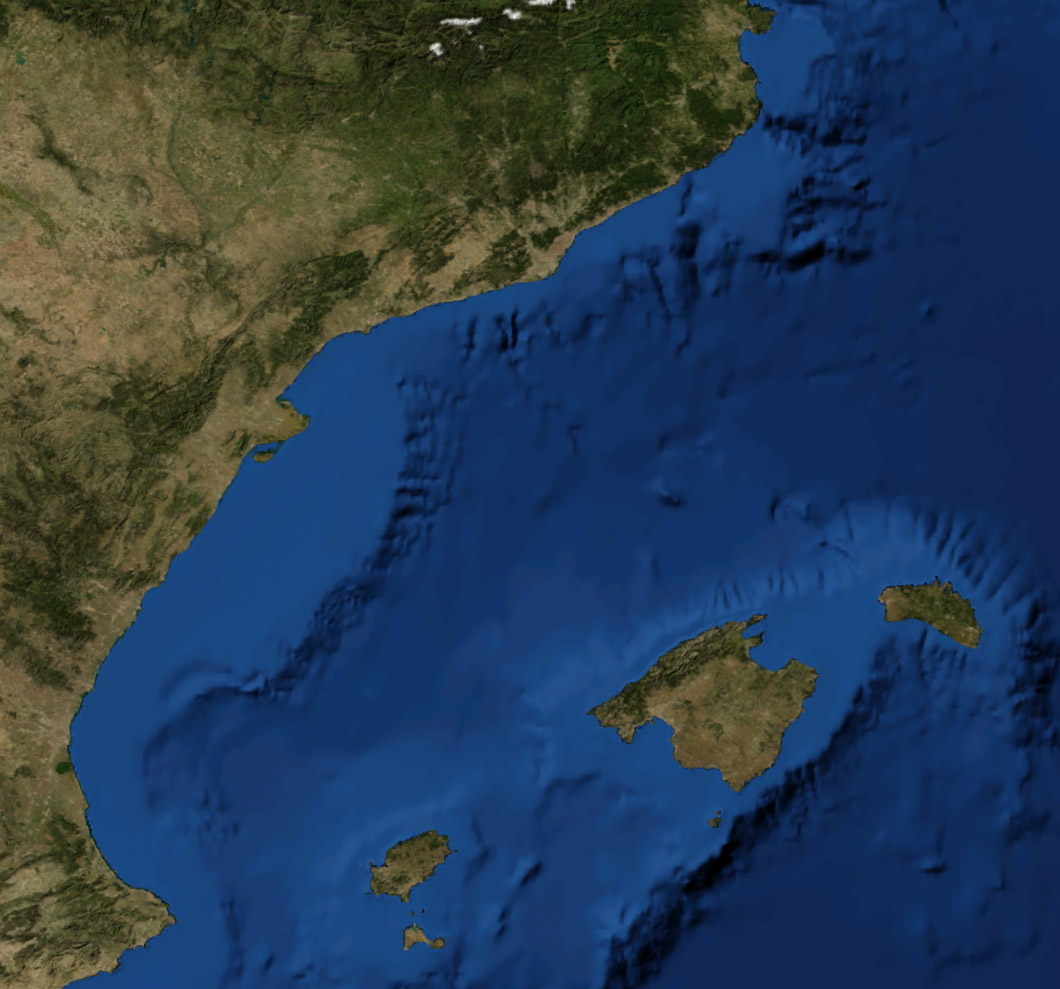
Imatge per satèl·lit del mar Catalano-balear, on se n'aprecia el canyó.

Aquest canyó submarí és crucial per a la conservació de la biodiversitat marina al Mar Balear. Els corrents ascendents que es generen al canyó porten nutrients des de les profunditats cap a la superfície, la qual cosa afavoreix la productivitat biològica i la presència d'una rica fauna marina.

## Investigació Científica
El canyó de Blanes ha estat objecte de nombrosos estudis oceanogràfics. Investigadors de diverses institucions han explorat el canyó per comprendre millor els processos geològics i ecològics que s'esdevenen en aquestes profunditats. Aquests estudis són essencials per a la conservació i gestió sostenible dels recursos marins. L'any 2017, en el marc d'un projecte de l'ICM-CSIC destinat a estudiar l'efecte de la pesca d'arrossegament sobre els sediments marins profunds, l'equip de Pere Puig va trobar un gran nombre de colònies de corall al canyó de Blanes. Ho va fer amb l'ajut d'altres investigadors internacionals juntament amb Científics de l'Institut de Ciències del Mar, que van col·laborar en l'exploració del canyó embarcats al Sarmiento de Gamboa vaixell oceanogràfic del CSIC.

## Amenaces i Conservació
Malgrat la seva importància ecològica, el canyó de Blanes s'enfronta a amenaces com la pesca d'arrossegament i la contaminació marina. És fonamental implementar mesures de conservació per protegir aquest valuós ecosistema submarí i garantir la seva preservació per a les futures generacions.